# Christian Lindqvist
Christian Lindqvist (* 1948; † Mai 2006) war ein schwedischer Archäologe, der sich mit der Felskunst und dem einzigen Pfahlbau Skandinaviens und der Geschichte der dortigen Fauna befasste, dazu war er Osteologe.
1976 bis 1980 grub er am südschwedischen Pfahlbau von Alvastra mit ungewöhnlich feinen Untersuchungsmethoden. Er fand daher erstmals eine große Anzahl kleinster Stücke, die in den zuvor durchgeführten Grabungen der Jahre 1908 bis 1918 und 1928 bis 1939 übersehen worden waren.
Er verfasste einen Beitrag über die Höhle Stora Förvar, die mesolithische Funde aufwies.

## Werke
- Älghuvudmotivet i nordeuropeisk plastik och hällkonst. Det nordeuropeiska jägarsamhället under sten- och bronsalder. Unveröffentlichte BA thesis, Universität Stockholm 1978.
- Fångstfolkets bilder: en studie av de nordfennoskandiska kustanknutna jägarhällristningarna (Theses and papers in archaeology, new series A5). Universität Stockholm, 1994.
- About the importance of fine-mesh sieving, stratigraphical and spatial studies for the interpretation of the faunal remains at Ajvide, Eksta parish, and other Neolithic dwelling sites on Gotland. In: G. Burenhult (Hrsg.): Remote sensing 1 (Theses and papers in North-European archaeology 13a). Universität Stockholm, 1997.
- mit Göran Possnert: The first seal hunter families on Gotland. On the Mesolithic occupation in the Stora Förvar cave. In: Current Swedish archaeology 7 (1999), S. 65–87 (online).
- Bones and radiometric analyses. In: Martin Rundkvist, Christian Lindqvist, K. Thorsberg (Hrsg.): Barshalder 3. Rojrhage in Grötlingbo: a multi-component Neolithic shore site on Gotland (Stockholm archaeological reports 41). Universität Stockholm, 2004.